# Progreso (Jukatan)
Progreso (wym. IPA [pɾoˈɣɾeso]), także Progreso de Castro – miasto portowe i gmina w północno-zachodniej części stanu Jukatan (hiszp. Yucatán) na półwyspie Jukatan na południowym wschodzie Meksyku. Miasto rozciąga się wzdłuż wybrzeża Zatoki Meksykańskiej, w odległości ok. 35 km na północ w linii prostej od Meridy, stolicy stanu Jukatan i jego największego miasta, i ok. 30 minut od niej autostradą MEX 261. Pod względem liczny mieszkańców Progreso jest szóstym co do wielkości miastem stanu Jukatan. Jest to najważniejszy port kontenerowy Jukatanu i ośrodek przemysłu rybnego. Miasto leży w strefie ciepłego klimatu stepowego, bywa też nawiedzane przez huragany. Ze względu na nadmorskie położenie z szeroką i atrakcyjną plażę, bliskość interesujących zabytków (np. Dzibilchaltún), rezerwatów przyrody (np. Parque Natural del Flamenco) i samej Meridy, Progreso jest także popularnym celem turystycznym. Pirs portowy z drogą jezdną długości 6,5 km, nabrzeżami i terminalami towarowym i pasażerskim uważany jest za najdłuższy na świecie.

## Nazwa

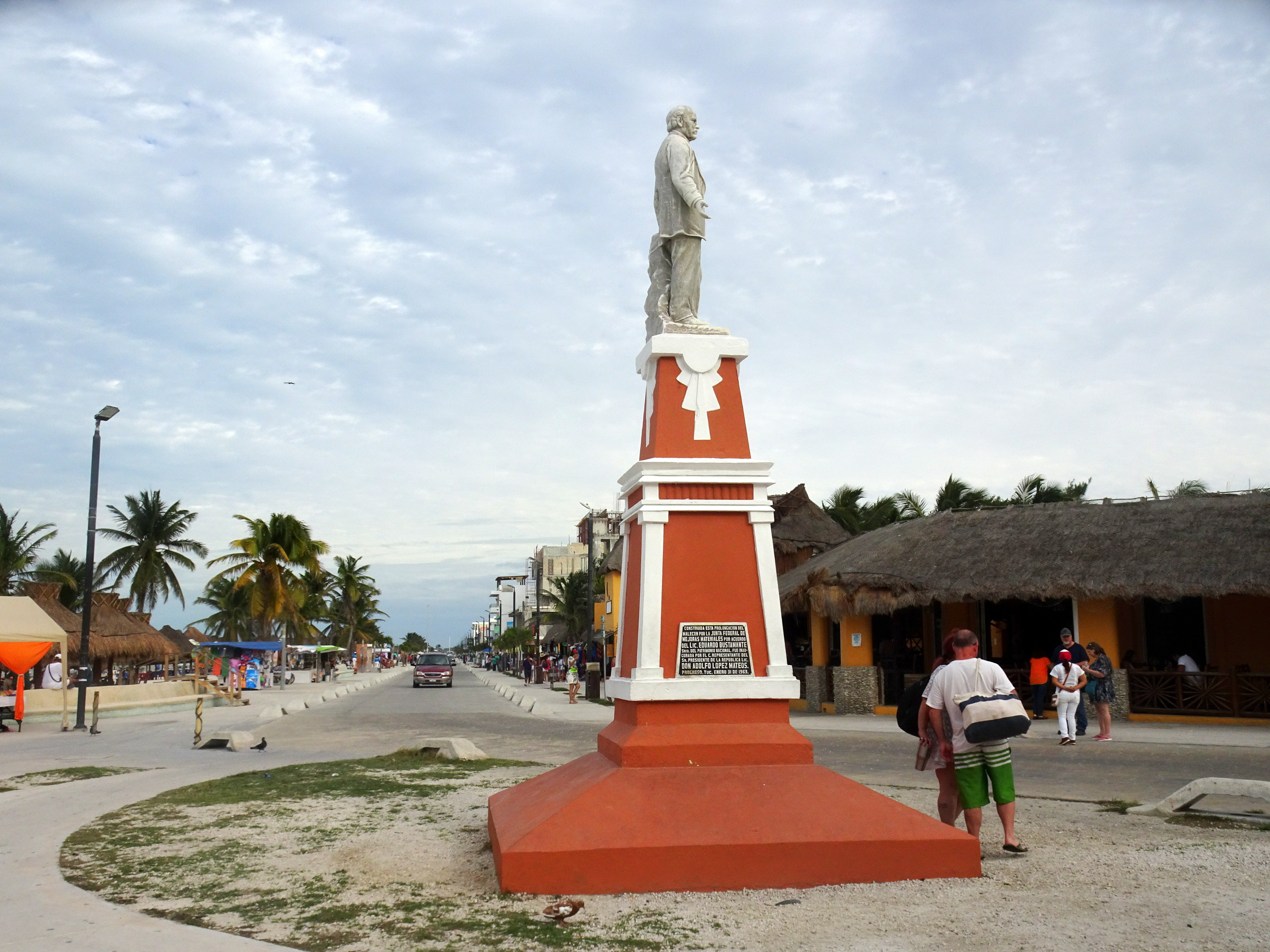
Pomnik Juana Miguela Castro

Nazwę Progreso, oznaczające po hiszpańsku postęp, nadano założonemu w 1871 r. nowemu portowi, by dać wyraz nadziejom na gospodarczy dobrobyt, jaki miał płynąć z tej nowej lokalizacji handlowego centrum morskiego Jukatanu. Stąd też i pełna nazwa portu i miasta – Progreso de Castro odwołująca się do meksykańskiego polityka i fundatora Juan Miguel Castro (1803-1884), który walnie przyczynił się do budowy i rozwoju portu i miasta Progreso. Jego pomnik stoi w centrum miasta, tuż na początku nadmorskiej promenady Malecón de Progreso.

## Historia

### Powstanie miasta

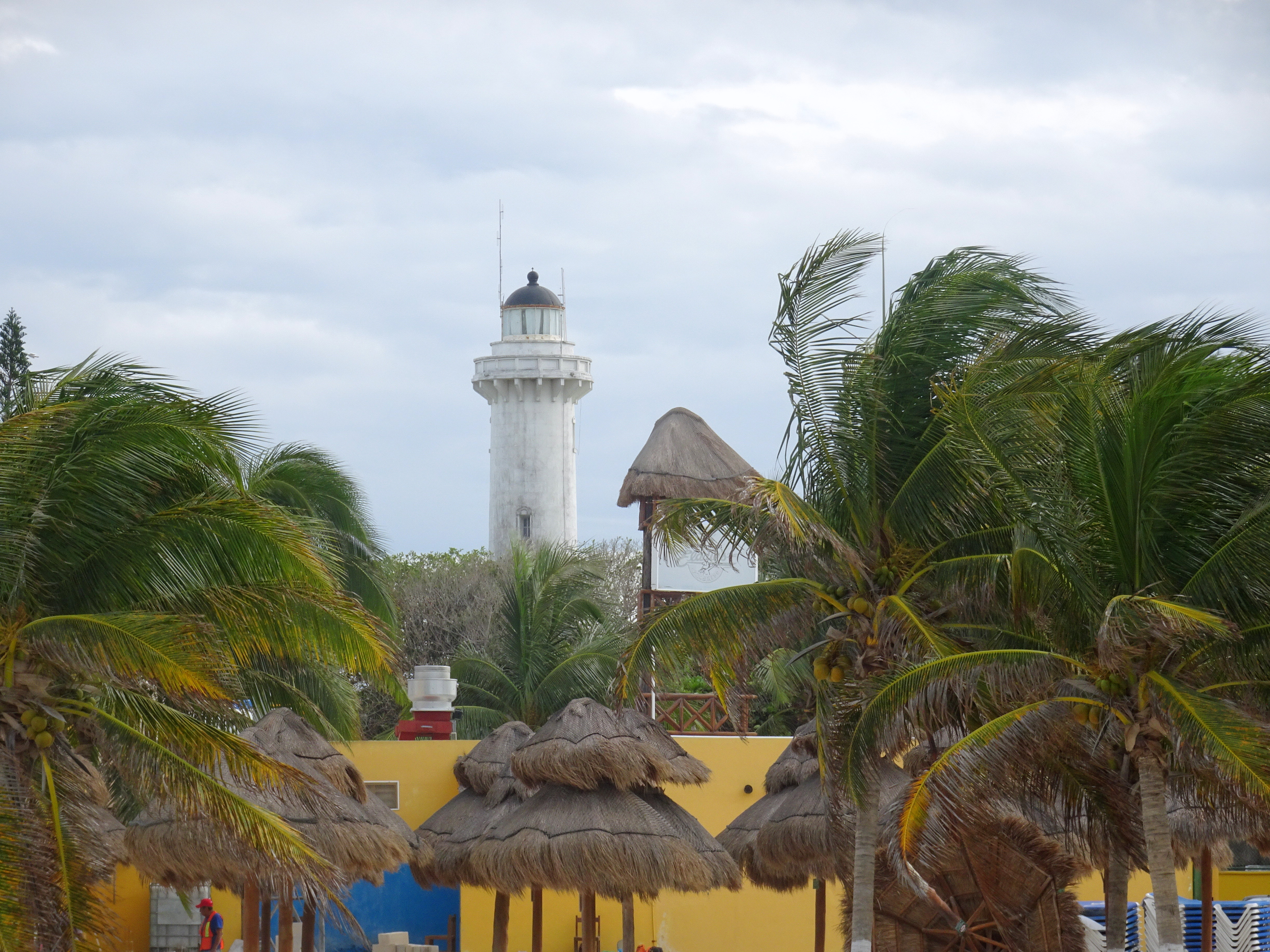
Latarnia morska w Progreso

W drugiej połowie XIX w. Jukatan był światowym eksporterm włókna sizalowego, które jako jego „zielone złoto” przyczyniło się do gospodarczego rozwoju półwyspu. Oparcie rolnictwa w tym rejonie na uprawie tej jednej rośliny, agawy sizalowej (hiszp. henequén, łac. Agave sisalana) nie zapewniło mu długotrwałej prosperity, gdyż już pod koniec XIX w. rozpowszechniono plantacje sizalowe w Afryce Wschodniej. Głównym portem eksportowym był w tamtym okresie był leżący ok. 45 km na zachód od dzisiejszego Progreso port Sisal (od którego zresztą pochodzi nazwa włókna), co ze względów transportowych i odległości od stolicy stanu, która chciała mieć urzędy celne w swoim pobliżu, było niedogodne. Założycielem i fundatorem nowego portu i miasta o nazwie Progreso był Juan Miguel Castro i data 1 lipca 1871 r. uznawana jest za oficjalny początek miejscowości (hiszp. pueblo), której w cztery lata później przyznano prawa miejskie (hiszp. ciudad). Dotychczasowy port Jukatanu w Sisalu stracił z czasem na ważności i obecnie jest jedynie niewielką miejscowością rybacka i turystyczną.

### Rozwój portu

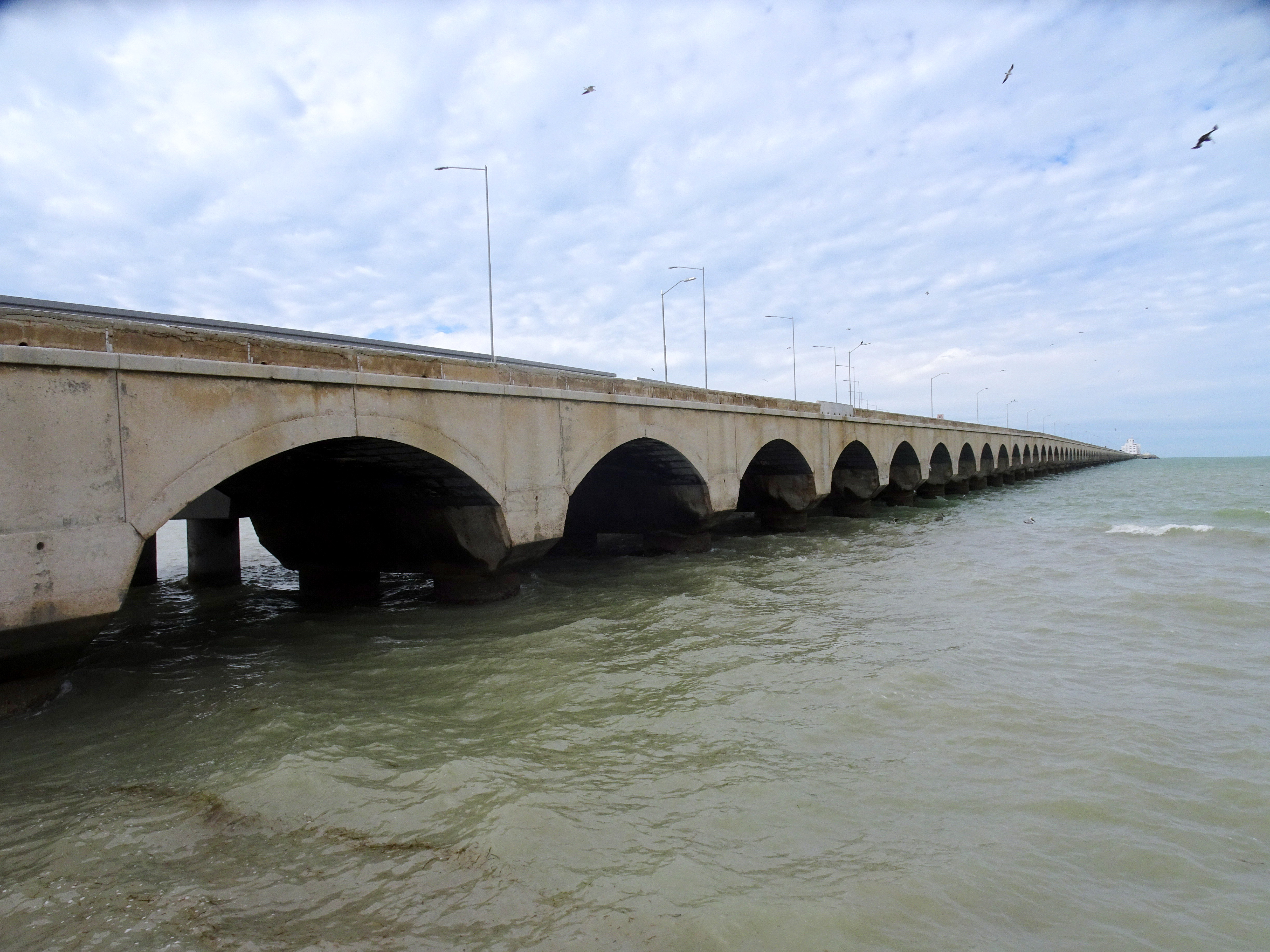
Pirs portu w Progreso

Pierwsze trzy drewniane pirsy z początku dobrze służyły obsłudze żeglugi eksportowej (sizal) i importowej (towary dla całego Jukatanu), ale przy głębokości basenów portowych ok. 3,5 m większość statków musiała stawać na kotwicy w odległości niemal 5 km od brzegu. Aby sprostać rosnącym potrzebom handlu morskiego, pełniący funkcję prezydenta Meksyku Lázaro Cárdenas del Río zatwierdził powierzenie w 1937 r. duńskiej firmie Christine and Nielsen budowy odpowiednio dłuższego pirsu z linią kolejową i nowym nabrzeżem. Kosztem 13 milionów meksykańskich peso zbudowano w ciągu 11 lat konstrukcję długości 1,8 km z dwoma nabrzeżami i basenami portowymi głębokości do 5 metrów, której uroczyste otwarcie miało miejsce w lipcu 1947 r. Z czasem jednak i ten pirs okazał się niewystarczający, ponieważ jedynie jednostki z ładunkiem do 3000 ton mogły przybić do nabrzeża.
W 1985 r. przy wsparciu rządu federalnego przystąpiono do rozbudowy istniejącego pirsu. Nową estakadę rozbudowano do długości 6,5 km, a terminal towarowy na jego końcu (43 tys. m² powierzchni) przystosowano do jednostek o zanurzeniu do 7 metrów, a więc zdolnych do pomieszczenia do 18 tys. produktu. W tamtym okresie handel morski Jukatanu był już tylko w minimalnym stopniu zainteresowany eksportem sizalu, a głównymi towarami przeładowywanymi w porcie Progreso stały się produkty przemysłu spożywczego (m.in. ryby, drób, wieprzowina). Rozwojowi portu sprzyjało też jego wyjątkowo korzystne położenie w centrum pomiędzy Morzem Karaibskim a Zatoką Meksykańską, dzięki czemu statki wypływające z Progresu mogą osiągnąć najważniejsze porty Stanów Zjednoczonych i Ameryki Południowej w ciągu 36 godzin. Wraz ze zmianą w 1993 r. sytuacji prawnej zarządu portu powstała możliwość udziału prywatnego sektora inwestycyjnego w jego rozwoju i działalności, co odbiło się korzystnie na gospodarce całego Jukatanu. W maju 1999 r. agencja rządu federalnego Secretaría de Comunicaciones y Transportes przystąpiła do realizacji najambitniejszej w swojej historii inwestycji – kolejnej rozbudowy portu w Progreso: kanał nawigacyjny pogłębiono do 12 metrów, a baseny manewrowe do 11,30 metrów, dodano dwie linie kolejowe o długości 4,5 km, zbudowano terminal dla statków pasażerskich i znacznie powiększono terminal kontenerowy, powierzchnie przeładunkowe i składowe. Budowa trwała 19 miesięcy i kosztowała rząd federalny 119 milionów dolarów.

## Demografia
Według spisu ludności w 2010 r. miasto liczyło 37 369 mieszkańców, a gmina o powierzchni 430,32 km² liczyła w 2010 r. 49 454 mieszkańców. W 2015 r. gminę Progreso zamieszkiwało już 59 122 mieszkańców.
Progreso zyskuje coraz bardziej na popularności pod względem turystycznym, nie tylko wśród Meksykan. Od lat gości w zimie znaczną liczbę Kanadyjczyków spędzających tu wiele tygodni. Pasażerowie wielkich statków turystycznych przybijających do terminalu Progreso odwiedzają miasto przeważnie jedynie na kilka godzin. Wobec planów zmierzających do rozbudowy infrastruktury turystycznej i zwiększenia atrakcyjności Progreso władze miasta liczą na wzrost liczby gości w najbliższych latach.

## Klimat

Średnie temperatury roczne i opady w Progreso

Mimo nadmorskiej lokalizacji warunki klimatyczne Progreso odpowiadają ciepłemu klimatowi stepowemu (Bhs według klasyfikacji klimatów Köppena) z niewielką ilością opadów i niewielkimi zmianami rocznej tempertury. Średnia temperatura roczna wynosi 26,1 °C, przy czym najcieplejsze są lipiec, sierpień i wrzesień, a najchłodniejsze styczeń i luty. Średnia roczna opadów to 507,8 mm, połowa tego, co w nieodległej Meridzie, a najbardziej wilgotne są miesiące najgorętsze – od lipca do września. Najmniej opadów przypada na okres od lutego do kwietnia.